# Табойпорог
Табойпорог — посёлок в составе Поповпорожского сельского поселения Сегежского района Республики Карелия.

## Общие сведения
Расположен на берегу реки Сегежа.

## Население
| 2002 | 2009 | 2010 | 2013 |
| ---- | ---- | ---- | ---- |
| 44   | ↘32  | ↘17  | ↘15  |

## Улицы
- ул. Гористая
- ул. Пристанская
- ул. Центральная
- ул. Школьная